# St. Leonhard (Wildenroth)

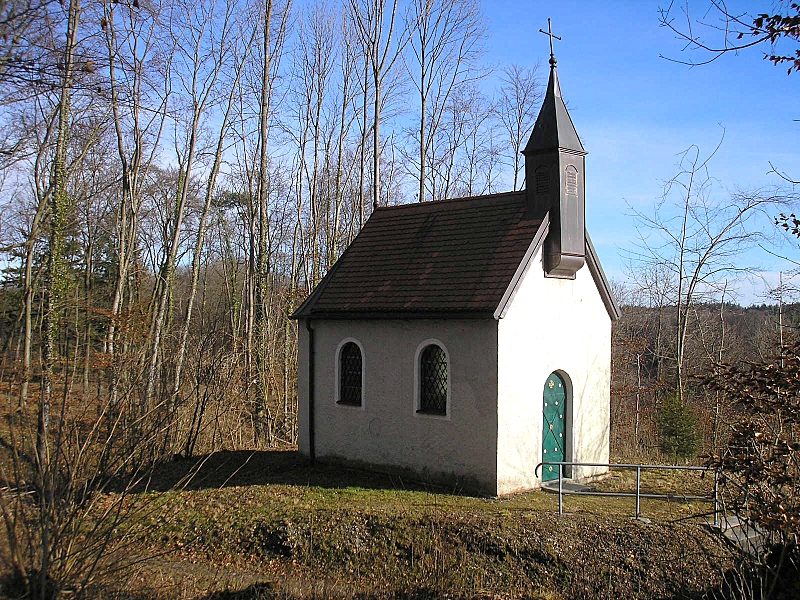
Kapelle St. Leonhard in Wildenroth

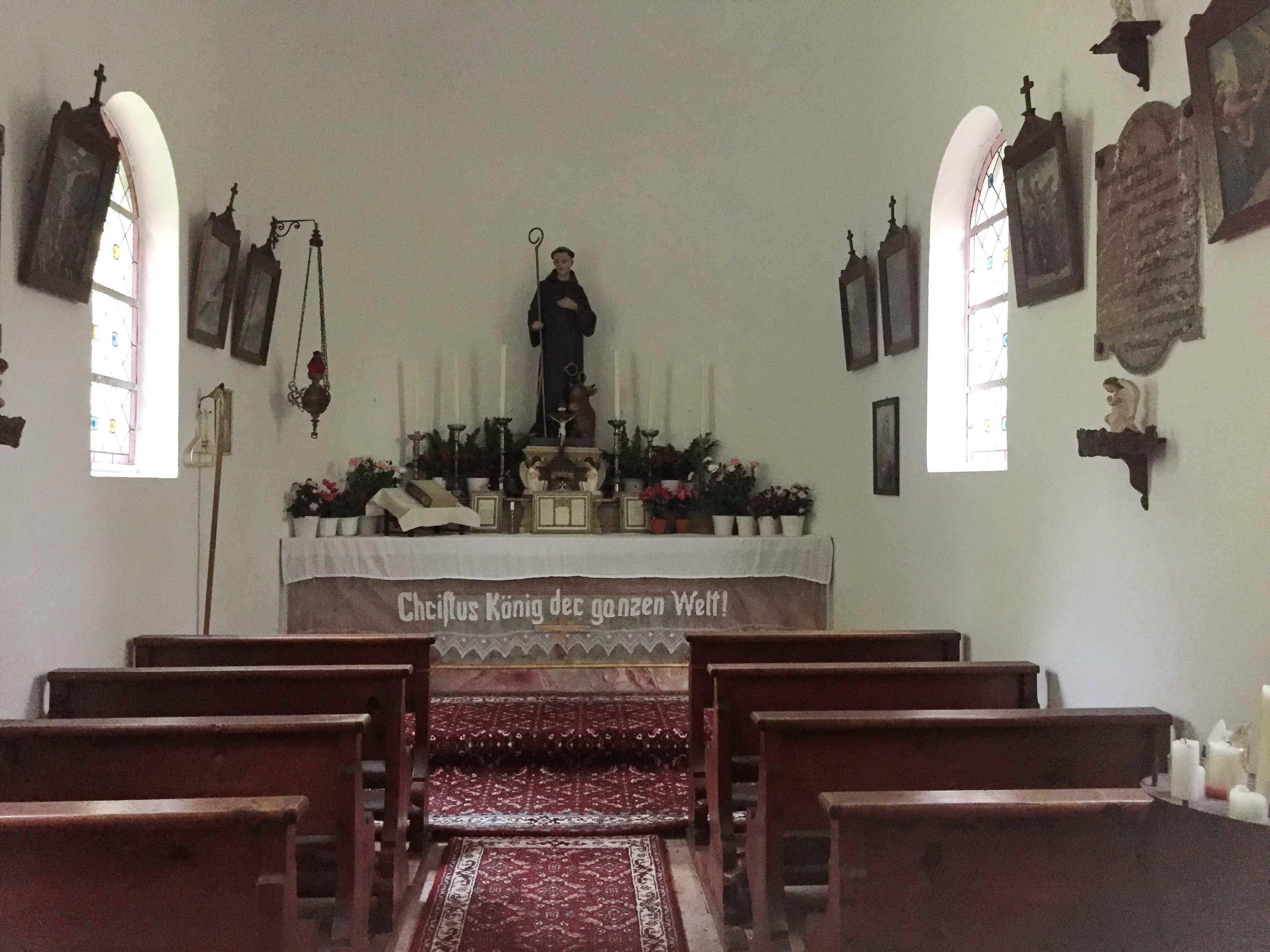
Innenansicht

Die Kapelle St. Leonhard in Wildenroth, einem Gemeindeteil von Grafrath im oberbayerischen Landkreis Fürstenfeldbruck, wurde im Jahr 1900 errichtet. Die dem heiligen Leonhard geweihte Kapelle auf dem Kapellenberg, in der Nähe der Bundesstraße 471, ist ein geschütztes Baudenkmal.
Der Putzbau mit rundem Chorschluss und Dachreiter besitzt einen Altar mit der Figur des heiligen Leonhard.